# スズキ・セレリオ
セレリオ（CELERIO）は、スズキが海外で製造・販売する欧州Aセグメント級の小型乗用車である。

## 初代（2008年 - 2014年）
2008年のパリモーターショーにて発表された。同年12月、インドで発売開始。2009年4月から輸出が開始された。ヨーロッパなど大半の地域で「アルト」として、インドでは「Aスター」として発売され、フィリピン、南アメリカ、北アフリカなど一部地域で「セレリオ」の車名が使用された。また、日産自動車にもヨーロッパ市場向けに日産・ピクソとしてOEM供給が行われた。ピクソはアルト/セレリオと異なるヘッドランプおよびフロントグリルが与えられている。
アルト/セレリオの外観は2008年1月のニューデリーオートエクスポに出展された「Aスターコンセプト」に基づいている。トヨタ・アイゴなどと同様にリアドアに嵌め殺し窓が採用されているが、一部モデルにはディビジョンバーが設けられて開閉可能になっている（画像参照）。
エンジンは1.0 L 直列3気筒のK10B型エンジンが搭載され、5速MTおよび4速ATが組み合わせられた。
生産はマルチ・スズキ・インディアのマーネーサル工場に集約され、世界各国に輸出された。なお、中国仕様車のみ重慶の長安スズキで生産された。
日本国内でも、メーカーのテスト目的で至極少数が輸入・登録され、ディーラーに貸与された欧州仕様右ハンドル車が目撃されている。

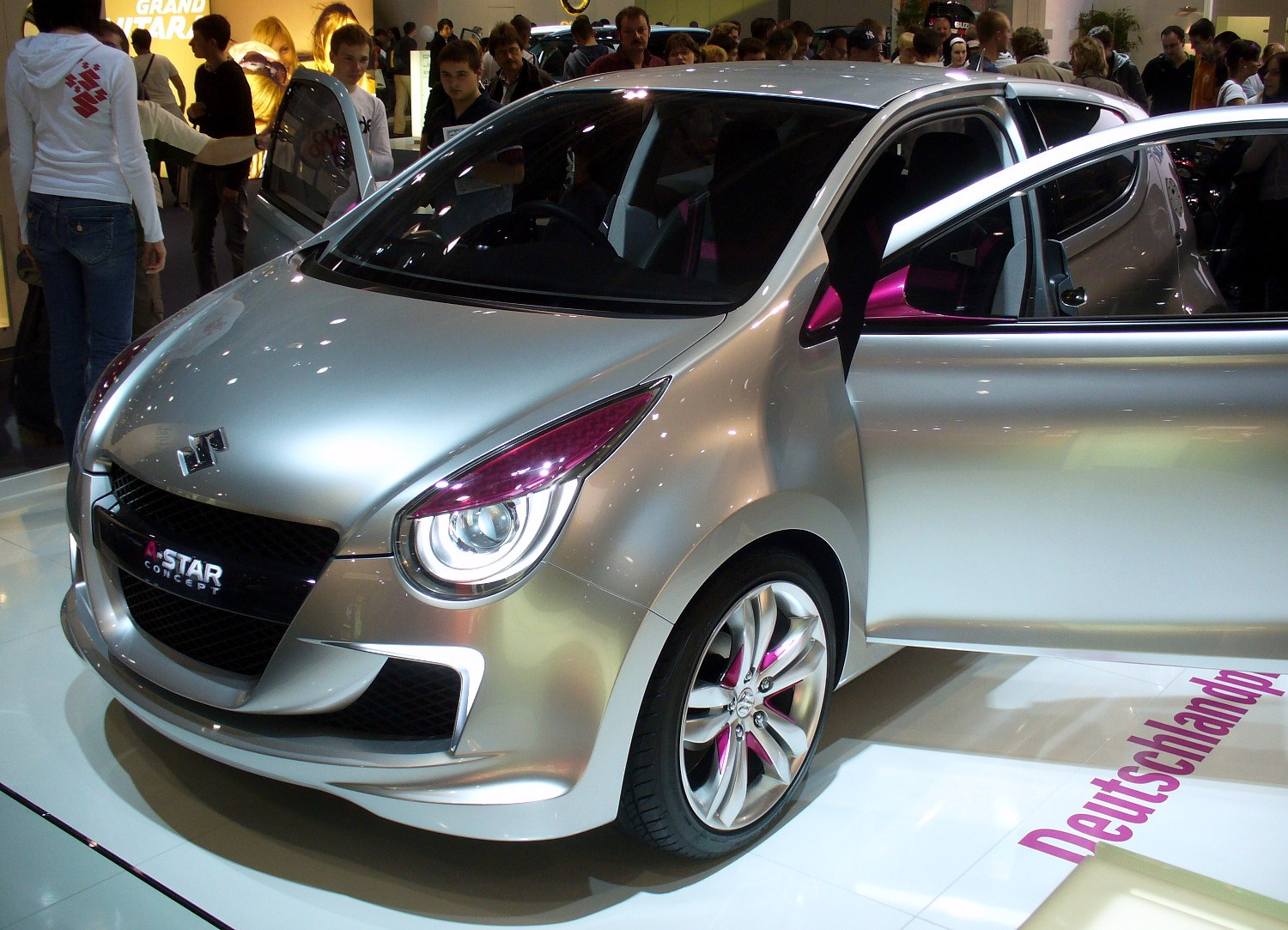
Aスターコンセプト
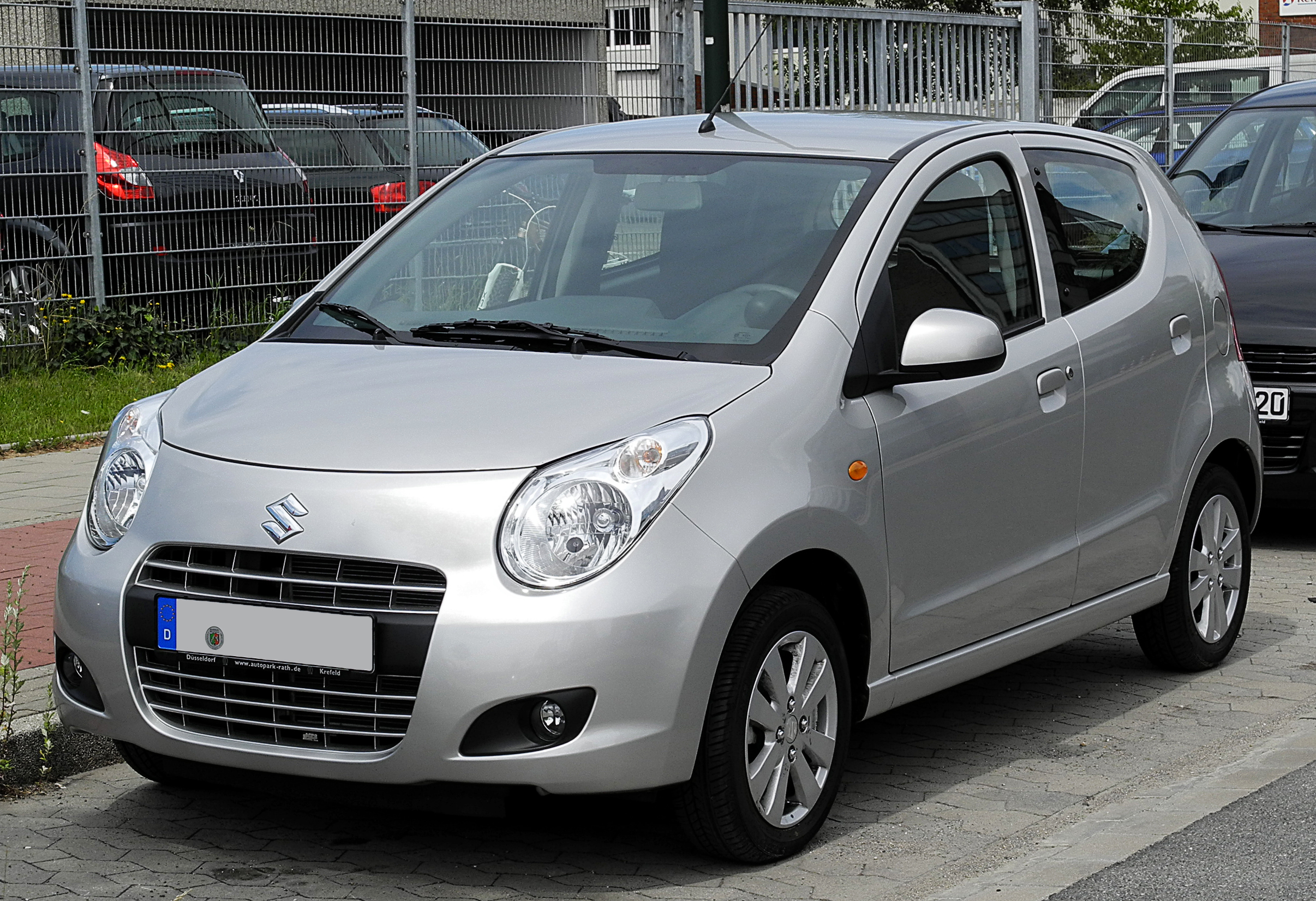
アルト欧州仕様（フロント）
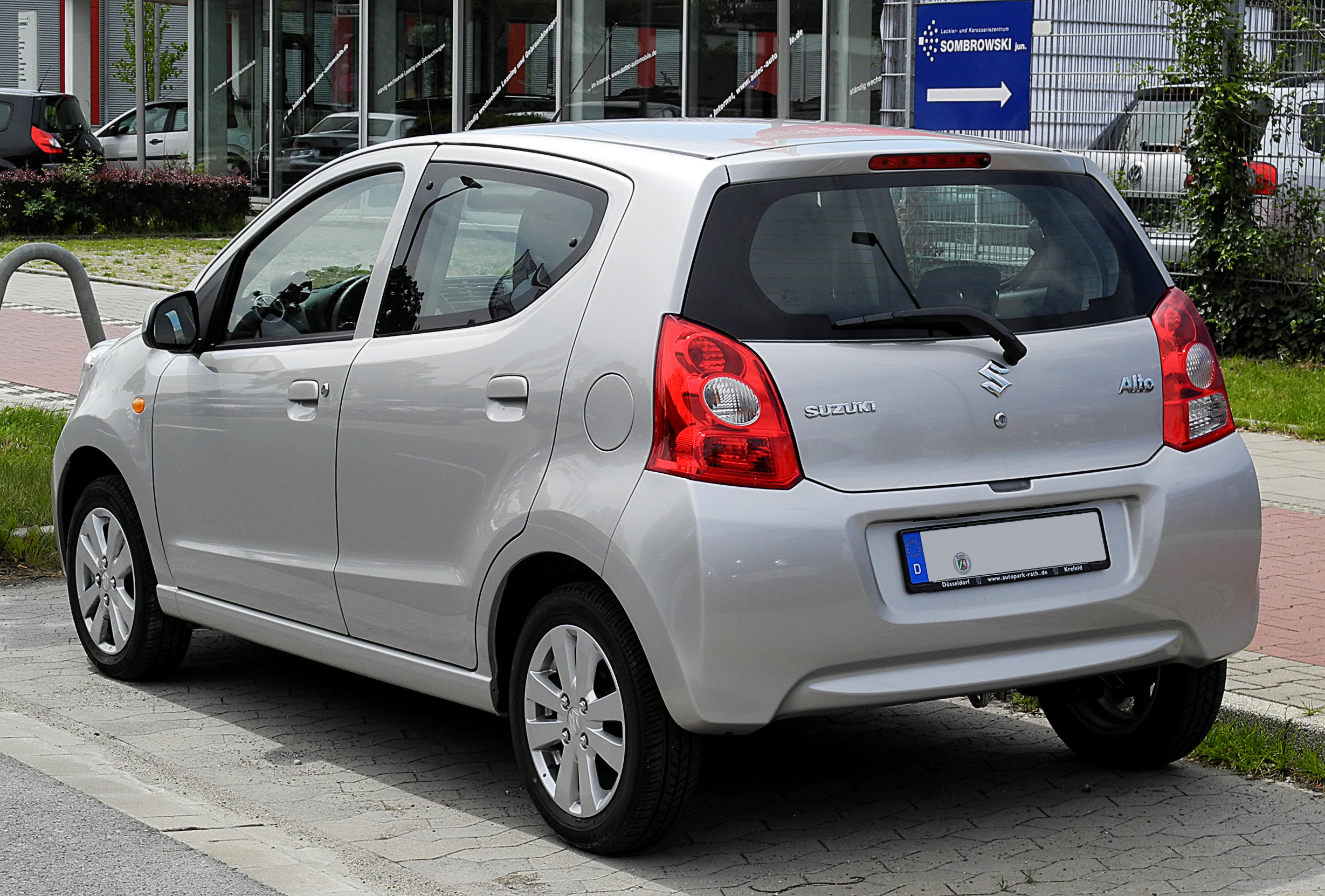
アルト欧州仕様（リア）

## 2代目 FE42S型（2014年 - ）
この代から車名がほぼ全世界で「セレリオ」に統一されるが、パキスタンにおいては「カルタス」を名乗る。
2014年2月にニューデリーオートエクスポにて発表され、インド国内で発売開始した。セレリオの投入に伴い、販売不振であった従来のAスターはエスティロとともに製造を終了した。翌3月にはジュネーヴモーターショーとバンコク国際モーターショーにも相次いで出展された。
スタイリングは2013年11月のタイモーターエキスポにて出展された「A:Wind」コンセプトに基づいている。
エンジンはインド仕様車が従来と同じK10B型1.0L 直列3気筒を搭載し、欧州仕様車にはデュアルジェット（デュアルインジェクション）システム搭載のK10C型も新たに用意される。トランスミッションはインド仕様車と欧州仕様車には5速MTに加えて、新開発の「オートギヤシフト」（Auto Gear Shift、AGS）と呼ばれる5速AMTが新たに用意された。なお、マルチ・スズキではAGSを「EZ Drive」テクノロジーと称している。一方、タイ仕様車には5速MTと副変速機付CVTが用意される。
インドでは発売開始から2週間で1万4000台の受注があり、うち51%をAGS車が占めた。
生産はマルチ・スズキ・インディアのマーネーサル工場に加えて、スズキ・モーター・タイランド（ラヨーン県）でも行われる。
2015年6月3日、インドでセレリオディーゼルが発売開始された。搭載されるエンジンはスズキ初の自社開発ディーゼルエンジンであるE08A型 0.8L 直列2気筒（DDiS125）であり、最高出力は35kW（47.6ps）/3,500rpm、最大トルクは125N·m/2,000rpmを発揮する。これに5速MTを組み合わせたセレリオディーゼルは27.62km/Lの燃費性能を発揮する。
2018年　ベトナム市場で販売開始。タイからの輸入モデルとなる。
2020年5月　ベトナム市場で販売停止。
2020年6月12日、インドで天然ガス自動車「セレリオS-CNG」が設定された。デュアルECU（電子制御ユニット）とインテリジェント噴射システムが搭載されており、同年4月にインドで施行された新排ガス基準「BS6」に適合。CNG1kgあたり30.47kmの燃費性能を実現している。

## 3代目（2021年 - ）
2021年11月10日、インド市場でフルモデルチェンジが発表された。ヘッドライトやフロントグリルが一新されるとともに、内装はレイアウトの改善により足回りの空間が拡大された。装備面では、スマートフォンとの接続が可能な7インチのディスプレイオーディオを採用。
軽量・高剛性のプラットフォーム「HEARTECT（ハーテクト）」が導入されたほか、エンジンには1.0Lのデュアルジェットエンジンが搭載され、トランスミッションは2代目同様に5MTとAGS（オートギヤシフト）が設定される。
生産は2代目同様、マルチ・スズキ・インディアのマーネーサル工場で行われ、インドでの販売を皮切りに、中南米や中東、アフリカへの輸出も順次開始される。